# Véronique Mang
Véronique Mang (Douala (Kameroen), 15 december 1984) is een Franse sprintster. Ze werd Frans kampioene op de 100 m. Ook nam ze tweemaal deel aan de Olympische Spelen en won hierbij in totaal één medaille.

## Biografie
Véronique Mang is op 15 december 1984 geboren in Kameroen. In 1995 emigreerde ze met haar moeder, broer en zus naar Frankrijk. Een jaar later begon ze met hardlopen. Tot 2003 kwam ze uit voor Kameroen en sindsdien voor Frankrijk, nadat ze de Franse nationaliteit kreeg. Haar hobby's zijn muziek, dansen en het verzamelen van ansichtkaarten.
Haar eerste internationale succes was het winnen van een zilveren medaille op het EK junioren 2003 in het Finse Tampere. Met een tijd van 11,56 seconden finishte ze achter de Bulgaarse Ivet Lalova (goud) en voor de Britse Jade Lucas-Read (brons).
In 2004 vertegenwoordigde ze Frankrijk op de Olympische Spelen van Athene. Ze kwam uit op de 100 m en de 4 x 100 m estafette. Op de 100 m werd ze in de kwalificatieronde uitgeschakeld en op de 4 x 100 m behaalde ze met haar teamgenoten Muriel Hurtis, Sylviane Félix, Christine Arron een bronzen medaille. Met een tijd van 42,54 finishte ze achter het Jamaicaanse team (goud) en het Russisch team (zilver). In 2005 won ze de 100 m op de Middellandse Zeespelen en de Jeux de la Francophonie. Een jaar later werd ze Frans kampioene op dit onderdeel de 100 m.
In 2010 behaalde Mang 2 zilveren medailles op de Europese kampioenschappen atletiek 2010. Eerst liep ze naar een tweede stek op de 100 m in een persoonlijk record van 11,11 (achter winnares Verena Sailer). Enkele dagen later liep ze, samen met Christine Arron, Myriam Soumaré en Lina Jacques-Sébastien naar een zilveren medaille op de 4 x 100 m. Op de Olympische Zomerspelen 2012 in Londen werd ze in de halve finale uitgeschakeld met een tijd van 11,41.
Ze is aangesloten bij Entente VGA Saint-Maur AC.

## Titels
- Frans kampioene 100 m - 2006, 2010
- Frans jeugdkampioene 100 m - 2003

## Persoonlijke records
Outdoor
| Afstand | Prestatie | Datum        | Plaats    |
| ------- | --------- | ------------ | --------- |
| 100 m   | 11,11 s   | 29 juli 2010 | Barcelona |
| 200 m   | 22,92 s   | 12 juni 2004 | Genève    |

Indoor
| Afstand | Prestatie | Datum            | Plaats   |
| ------- | --------- | ---------------- | -------- |
| 50 m    | 6,24 s    | 5 maart 2010     | Liévin   |
| 60 m    | 7,21 s    | 28 februari 2010 | Parijs   |
| 200 m   | 23,68 s   | 6 februari 2004  | Eaubonne |

## Palmares

### 60 m
- 2010: 4e in ½ fin. WK indoor - 7,28 s
- 2010: 6e EK indoor - 7,22 s

### 100 m
- 2003:  EK junioren - 11,56 s
- 2004: 6e in ¼ fin. OS - 11,39 s
- 2005:  Jeux de la Francophonie - 11,40 s
- 2005:  Middellandse Zeespelen - 11,44 s
- 2006: 7e in ½ fin. EK - 11,49 s
- 2006: 8e Wereldatletiekfinale - 11,30 s
- 2010:  EK - 11,11 s
- 2011: 4e in ½ fin. WK - 11,44 s
- 2012: 5e in ¼ fin. OS - 11,41 s

### 200 m
- 2010: 8e EK - DSQ (4e in ½ fin. 23,21 s)

### 4 x 100 m estafette
- 2004:  OS - 42,54 s
- 2010:  EK - 42,45 s
- 2011: 5e WK - 42,70 s